# Fort Bahla
Fort Bahla (arab. قلعة بهلاء) – potężna twierdza zbudowana z gliny, położona przy oazie Bahla w Omanie. Pierwsza twierdza zbudowana najprawdopodobniej przez Persów została zdobyta i zburzona w 1610 roku. Obecny fort został zbudowany w XVII wieku przez dynastię Nabhani, której państwo miało stolicę w Bahli.
Fort zbudowany z gliny, otoczony jest murem o wysokości 5 metrów.